# Huinong
Der Stadtbezirk Huinong (chinesisch 惠农区, Pinyin Huìnóng Qū) ist ein chinesischer Stadtbezirk, der zum Verwaltungsgebiet der bezirksfreien Stadt Shizuishan am Westufer des Gelben Flusses im Autonomen Gebiet Ningxia der Hui-Nationalität in der Volksrepublik China gehört. Huinong hat eine Fläche von 1.354 km² und zählt 190.000 Einwohner.
Koordinaten: 39° 12′ N, 106° 38′ O